# Atopocixius melanocephala
Atopocixius melanocephala är en insektsart som beskrevs av Ronald Gordon Fennah 1945. Atopocixius melanocephala ingår i släktet Atopocixius och familjen Kinnaridae. Inga underarter finns listade i Catalogue of Life.